# Criel-sur-Mer
Criel-sur-Mer är en kommun i departementet Seine-Maritime i regionen Normandie i norra Frankrike. Kommunen ligger i kantonen Eu som tillhör arrondissementet Dieppe. År 2022 hade Criel-sur-Mer 2 592 invånare.

## Befolkningsutveckling
Antalet invånare i kommunen Criel-sur-Mer
| Referens: INSEE |